# 4013 Ogiria
A 4013 Ogiria (ideiglenes jelöléssel 1979 OM15) a Naprendszer kisbolygóövében található aszteroida. Nyikolaj Sztyepanovics Csernih fedezte fel 1979. július 21-én.